# Villa Farnesina
Ne doit pas être confondu avec Palazzo della Farnesina ou Palais Farnèse.
La villa Farnesina (ou villa della Farnesina, la Farnesina, la Farnésine), via della Lungara, à Rome, a été construite entre 1508 et 1511 par l'architecte Baldassarre Peruzzi dans le rione du Trastevere, pour le compte du banquier siennois Agostino Chigi, trésorier du pape Jules II. Aujourd'hui la villa est le siège de l'Académie des Lyncéens.
Elle est l'un des bâtiments représentatifs de l'architecture Renaissance du début du XVIe siècle. Elle était le prototype de la villa romaine suburbaine et sa construction eut une résonance considérable : à partir de 1511, la résidence fut décorée de fresques murales selon un programme iconographique d'une ampleur remarquable, confié aux plus grands artistes de l'époque : Peruzzi lui-même, Sebastiano del Piombo, Raphaël et son école, dont Giulio Romano, et le Sodoma.

## Histoire

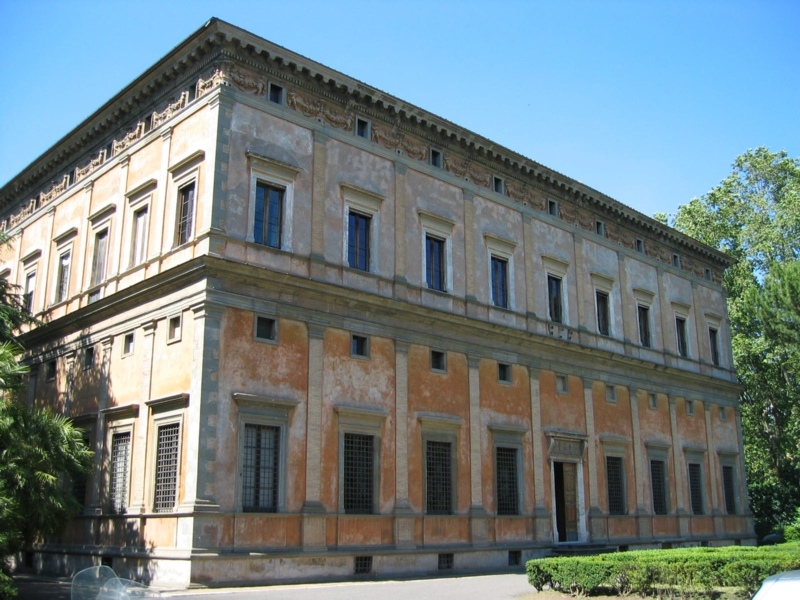
L'édifice.

La villa est construite par Peruzzi, jeune architecte siennois qui travaille aux côtés de Bramante et de Raphaël,  à la demande du très riche Agostino Chigi, grand mécène et figure éminente de Rome, qui a amassé une grande fortune grâce au produit de la vente de l'alun de Tolfa et qui a bénéficié de la protection du pape Jules II d'abord, puis de Léon X. La Farnesina, qui à l'époque s'appelle Villa Chigi, est la première villa suburbaine de Rome qui sera bientôt imitée. Ce n'est pas un palais où l'on vit en permanence, mais une villa de détente. Les interventions architecturales, bien qu'elles puissent être considérées comme achevées en 1512, se sont poursuivies par divers travaux jusqu'en 1520.
Après la mort de Chigi, en 1520, la villa est progressivement abandonnée, ses meubles, ses objets et ses tableaux vendus. Occupée par des lansquenets lors du sac de Rome en 1527, elle finit par être saccagée. On peut encore observer dans la salle des Perspectives des graffitis dus à ces lansquenets.
La villa est acquise vers 1580 par le cardinal Alexandre Farnèse, qui lui donne son nom actuel. Un projet, non réalisé, date de cette période, pour relier le palais Farnèse à la Farnesina par un passage couvert, créant ainsi un « domaine Farnèse » s'étendant jusqu'au palais de l'autre côté du Tibre. Michel-Ange avait aussi imaginé de construire un pont pour relier les deux rives, mais il ne fut jamais réalisé à cause du coût élevé et des complications techniques.
En 1714, elle passe aux mains des Bourbons d'Espagne, héritiers des Farnèse au XVIIIe siècle, avant de devenir la propriété du royaume des Deux-Siciles également dirigé par les Bourbons. Elle est sauvée de la ruine par Bermudez de Castro di Ripalta, ambassadeur d'Espagne qui en devient le nouveau propriétaire en 1861. Les travaux qu'il fait effectuer font disparaître certains revêtements d’origine ; l’agencement même de certaines pièces est modifié. En 1884, l'ouverture du Lungotevere entraîne la destruction d'une partie des jardins et de la loggia sur la rivière, qui avait peut-être été conçue par Raphaël.
En 1927, la Farnesina est acquise par l'État italien : entre 1929 et 1942, Mussolini y installe le siège de l'Académie d'Italie et y fait, à cette fin, réaliser une longue série de divers travaux de restructuration et de restauration.
La villa est utilisée aujourd'hui  par l'Académie des Lyncéens (qui compta Galilée parmi ses premiers membres) comme bureau de représentation. Elle abrite au premier étage le Département national des estampes et des dessins, cependant, les collections et la bibliothèque du cabinet ont été transférées en 2009 au Palazzo Poli, qui abrite l'Istituto Nazionale per la Grafica.

## Architecture

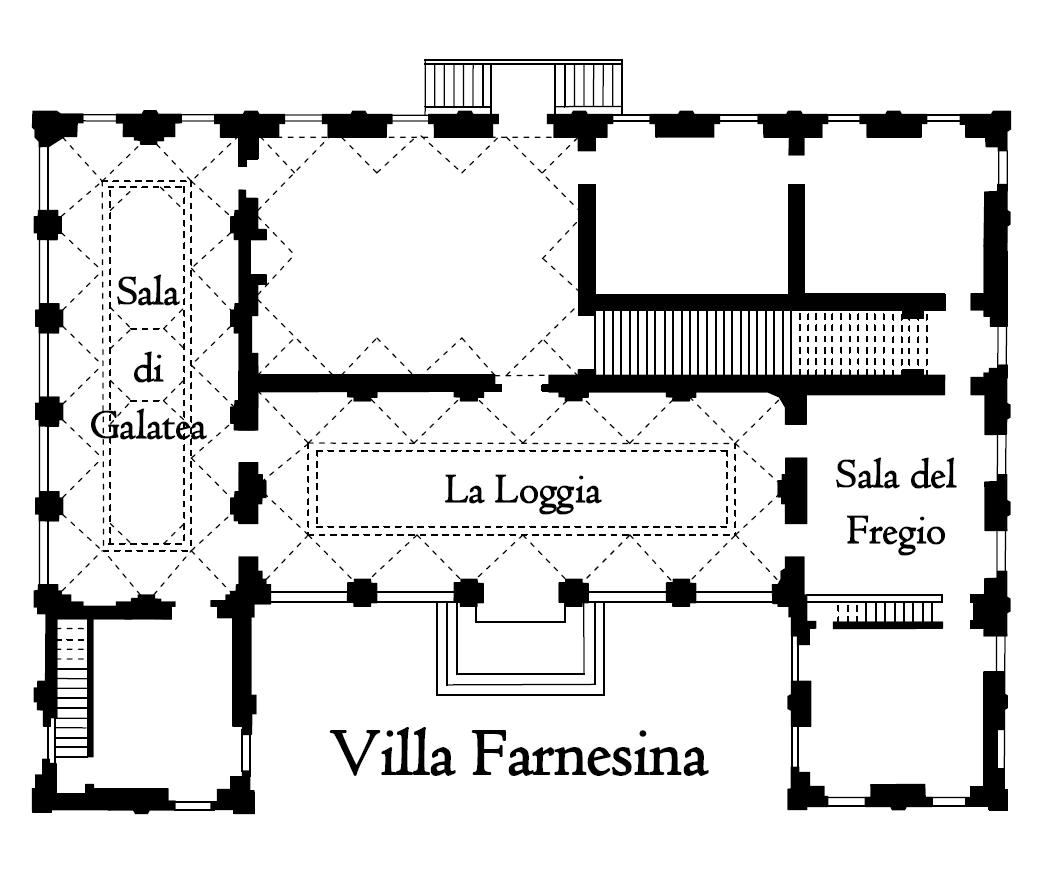
Plan de rez-de-chaussée.

Son architecture la différencie aussi d'un palais : au lieu d'être un bloc fermé autour d'une cour intérieure, protégée dans son intimité, elle s'ouvre sur des jardins luxuriants. 
Le bâtiment, sur deux étages, a une forme innovante de fer à cheval, qui s'ouvre vers le jardin avec deux ailes latérales entre lesquelles se trouve une loggia située au rez-de-chaussée et composée de cinq arcades actuellement fermées par des fenêtres de protection ; cette mesure nécessaire à la conservation des fresques,  altère cependant la perception du vide et du plein. Ce schéma, qui permet un lien étroit entre le jardin et la villa, rappelle les modèles et les schémas architecturaux de Vitruve présents dans l'œuvre de Francesco di Giorgio Martini et anticipés dans la Villa Volte Alte, près de Sienne.
La vaste loggia du rez-de-chaussée servait de scène pour les fêtes et les représentations théâtrales organisées par le résident. Le jardin à l'italienne qui complète la villa a été profondément remanié avec le temps.
Le bâtiment diffère des modèles de Bramante contemporains à Rome, y compris dans la définition des façades : il n'y a, par exemple, ni pierre de taille, ni arcs relatifs sur les fenêtres du rez-de-chaussée, ni de colonnes ou de revêtement en marbre. Ornée dans l'esprit de la Renaissance, la façade est rythmée par une série de lésènes d'ordre toscan, légèrement délimités sur la face du mur, séparant les fenêtres sur chaque niveau.  Au sommet, les élévations se terminent par un étage surbaissé, un grenier de service, avec une frise en léger relief de putti et de guirlandes à l'extérieur, où de petites fenêtres s'ouvrent sous la corniche,. 
L'aspect d'origine du bâtiment présentait également de grandes surfaces ornées de fresques à l'extérieur, même s'il n'en reste aujourd'hui que de petites traces : Baldassarre Peruzzi renonce dans cette villa aux méthodes habituellement en usage, comme le faux marbre et les éléments architecturaux. Il utilise des perspectives peintes en peignant sur les murs des fresques représentant des scènes rupestres qui figurent un espace extérieur, comme vues au travers des colonnes et des voûtes, avec un effet illusionniste. 
La villa est complétée par un pavillon séparé, peut-être utilisé comme écurie, et dont la conception est attribuée à Raphaël. Aujourd'hui, à l'extérieur du mur d'enceinte de la villa, il reste la base du bâtiment caractérisé par le système aux ailes saillantes, comme le bâtiment principal, et par des pilastres couplés.
Cette architecture novatrice permettra de développer un nouveau modèle de palais plus ouvert au siècle suivant.

## Intérieur
Pour la décoration intérieure, Agostino Chigi fait appel aux meilleurs artistes de l'époque pour réaliser des cycles de fresques avec des personnages innovants et selon un programme iconographique entièrement basé sur le classicisme. Tous les thèmes utilisés se rattachent à l'amour profane et à la séduction.

### Loggia de Psyché

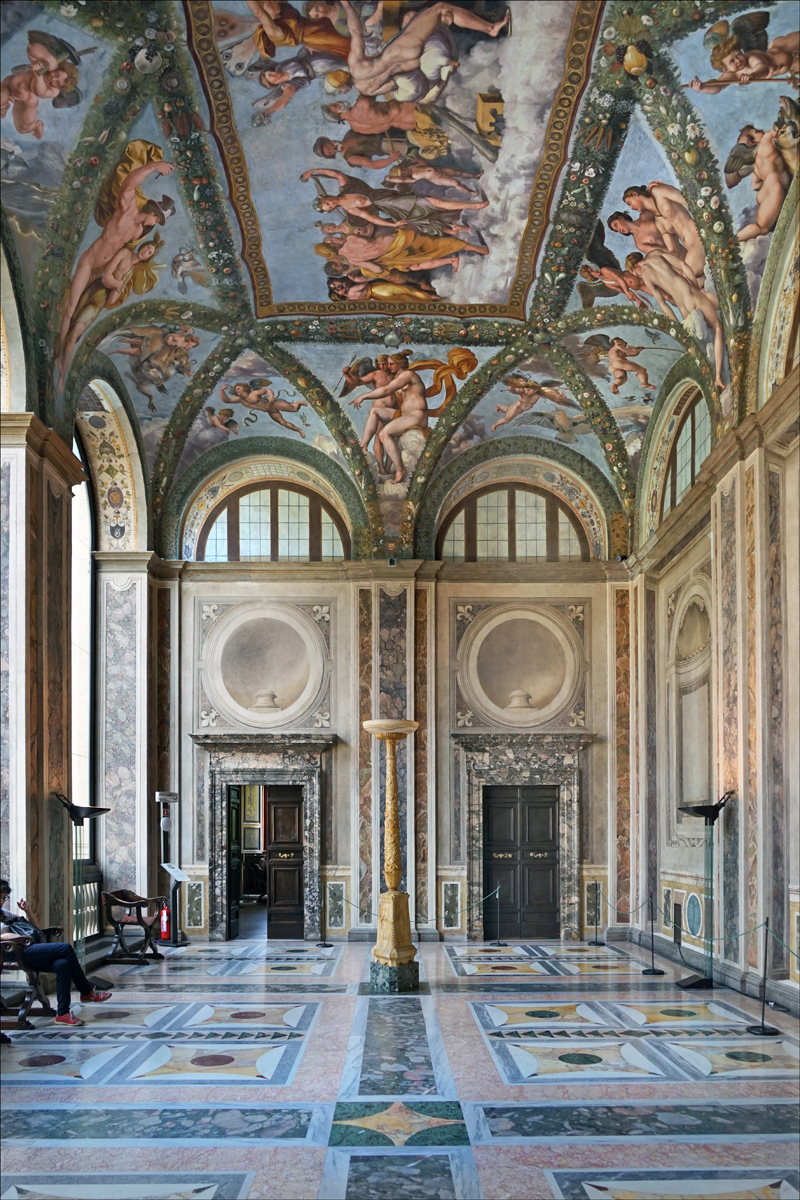
Loggia de Psyché.

En entrant, un atrium, créé au XIXe siècle, mène à la loggia de Psyché.
Les fresques de la loggia, première salle où entraient les invités, ont pour thème le cycle des Histoires de Cupidon et Psyché, tirés des Métamorphoses d'Apulée. Elles sont de Raphaël et de ses élèves (Raffaellino del Colle, Giovan Francesco Penni, Jules Romain et Giovanni da Udine) : les scènes y sont insérées dans un entrelacement de festons végétaux, œuvre de Giovanni da Udine (1517, révisé par Carlo Maratta en 1693-1694). Les fresques ont certes été dessinées par Raphaël, mais la réalisation revient principalement à ses élèves. La présence de plantes entrelacées augmente le sens du continuum de la loggia avec le jardin ; on y reconnaît environ deux cents espèces botaniques, principalement domestiques, dont de nombreuses plantes importées des Amériques, découvertes seulement quelques années plus tôt.
Au centre du système figuratif complexe se détachent les grandes représentations du Conseil des dieux et du Banquet de noces, parmi les fausses tapisseries tendues entre les festons. Dans les encorbellements se trouvent les différents épisodes des Histoires de Cupidon et de Psyché. Les attributs de différentes divinités figurent dans les voiles au-dessus des lunettes avec des putti.
Les vicissitudes de Psyché retracent une ascension sociale troublée, similaire à celle de la courtisane Francesca Ordeaschi, maîtresse puis épouse d'Agostino Chigi.
Une application permettant l'exploration virtuelle du plafond orné de fresques, créée à l'occasion de l'exposition «  La loggia de Cupidon et Psyché - Raphaël et Giovanni da Udine - Les couleurs de la prospérité, fruits de l'ancien et du nouveau monde » en 2017, est disponible en ligne.

### Salle de la frise
Sur la gauche suit la salle Fregio ou salle de la frise, peut-être le studiolo du commanditaire. Les murs, sur lesquels des tapisseries étaient peut-être accrochées, ont été peints à la fresque dans la bande supérieure par Baldassarre Peruzzi vers 1511 avec de petites scènes mythologiques monochromes placées en séquence, représentant les Travaux d'Hercule au nord et sur une partie du côté est, et d'autres épisodes mythologiques, tirés des Métamorphoses d'Ovide, dans le reste de la frise. L'interprétation globale se réfère généralement au contraste entre la Raison et la Passion, entre la sphère apollinienne et la sphère dionysiaque. C'est l'une des premières œuvres picturales de Peruzzi à Rome et le style est encore affecté par les expériences siennoises.

### Salle de Galatée

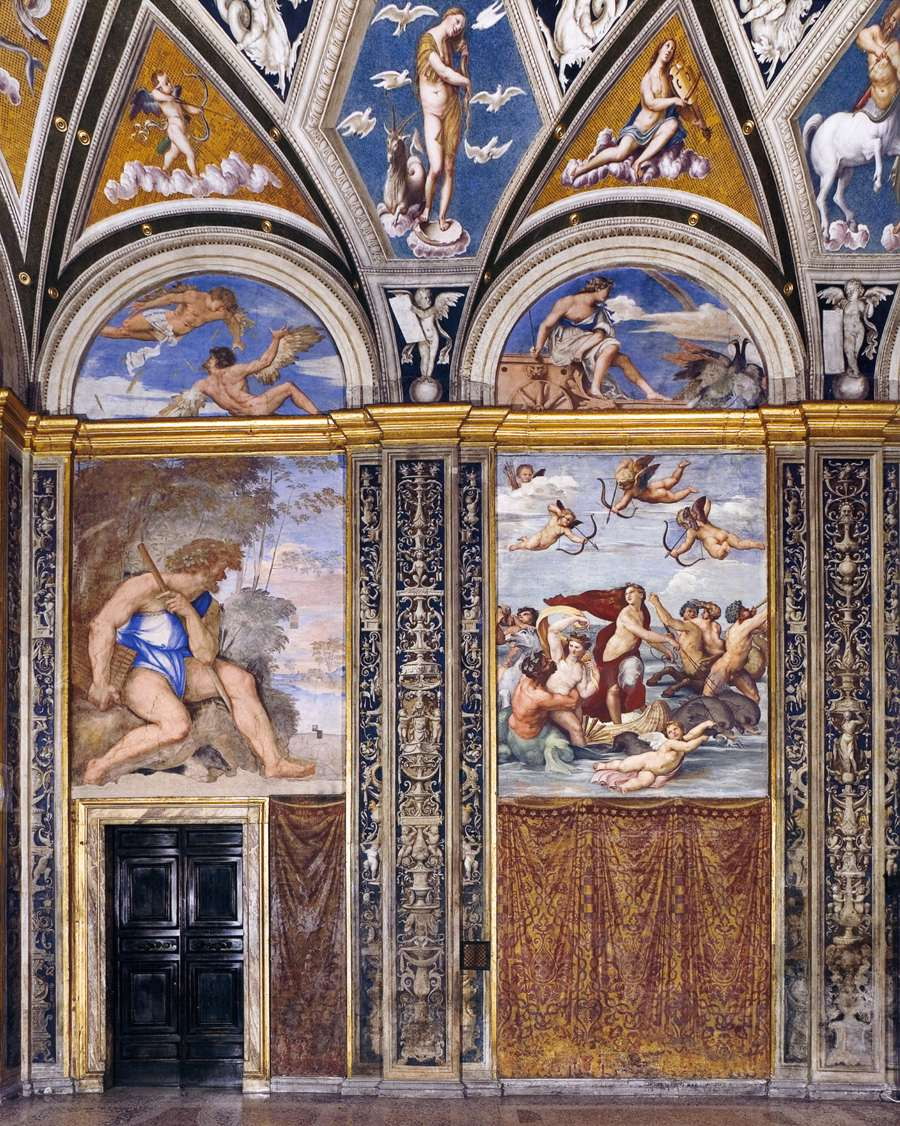
Salle de Galatée avec le Triomphe de Galatée de Raphaël à droite et Polyphème de Sebastiano del Piombo à gauche.

Dans une des salles contiguës de la loggia se trouve la célèbre fresque représentant Le Triomphe de Galatée, peinte personnellement en 1513 par Raphaël. Cette salle comportait autrefois des arcades ouvrant sur le jardin, fermées en 1650. Le Triomphe de Galatée représente la nymphe sur un char tiré par des dauphins, parmi une suite festive de créatures marines. Avec seulement sept figures, quelques putti et animaux marins, Raphaël évoque une foule tapageuse qui s'amuse et file sur les eaux. À côté de cette fresque, se trouve le monumental Polyphème de Sebastiano del Piombo (1512-1513), la première œuvre de l'artiste vénitien à Rome, arrivé dans le sillage de Chigi.
Sebastiano del Piombo est également responsable de huit des dix lunettes avec des images mythologiques, peintes en des tons particulièrement aérés, typiques du colorisme vénitien. Elles représentent:
1. Térée poursuivant Philomèle et Procné
2. Aglaure et Hersé
3. Dédale et Icare
4. Junon
5. Scylla coupant les cheveux de Nisus
6. la chute de Perdix [9]
7. Borée kidnappant Orythye
8. Zéphyr et Flore

Une autre lunette montre une tête monochrome que la tradition populaire attribue à Michel-Ange, venu rendre visite à son ami Sebastiano del Piombo, et désireux de donner un bel exemple d'étude anatomique à son rival Raphaël.
Baldassarre Peruzzi a également peint la voûte, avec divers thèmes mythologiques dans des cadres géométriques. Le plafond de cette salle représente le Zodiaque et l'alignement des astres au jour de la naissance d'Agostino Chigi. Au centre, dans un octogone régulier, les armoiries du client sont flanquées de deux scènes plus longues, également de forme octogonale : à gauche la Renommée annonce la gloire terrestre du banquier, à côté de Persée tuant la Méduse, selon une iconographie dérivée de l'Urania de Giovanni Pontano et des Mythologies de Fulgenzio ; à droite Elicé, la nymphe du pôle céleste, se souvient que les honneurs terrestres dépendent de la faveur des étoiles. Suivent dix pendentifs (doubles aux coins, pour un total donc de 14) avec diverses figures mythologiques/symboliques, et dix hexagones avec diverses divinités, entrecoupés dans les espaces triangulaires résiduels de chérubins chevauchant des animaux fantastiques en monochrome représentant Le Viol de Ganymède, Vénus en Capricorne, Apollon/Soleil en Sagittaire, rappelant le signe de Chigi (né le 29 novembre 1466 à 21h30), Mercure en Scorpion et Mars en Balance, Diane/Lune en Vierge (l'ascendant de Chigi au moment de sa conception), et encore Hercule et le lion de Némée, Hercule et l'hydre de Lerne, Léda et le Cygne (indicateur de certains mouvements astrologiques), Jupiter en Taureau (influence bénigne qui détermine le caractère généreux et magnanime du banquier), Saturne en Poissons,,.
Les peintures de la salle ont été retouchées en 1863 et restaurées en 1969-1973.

### Salle des Perspectives

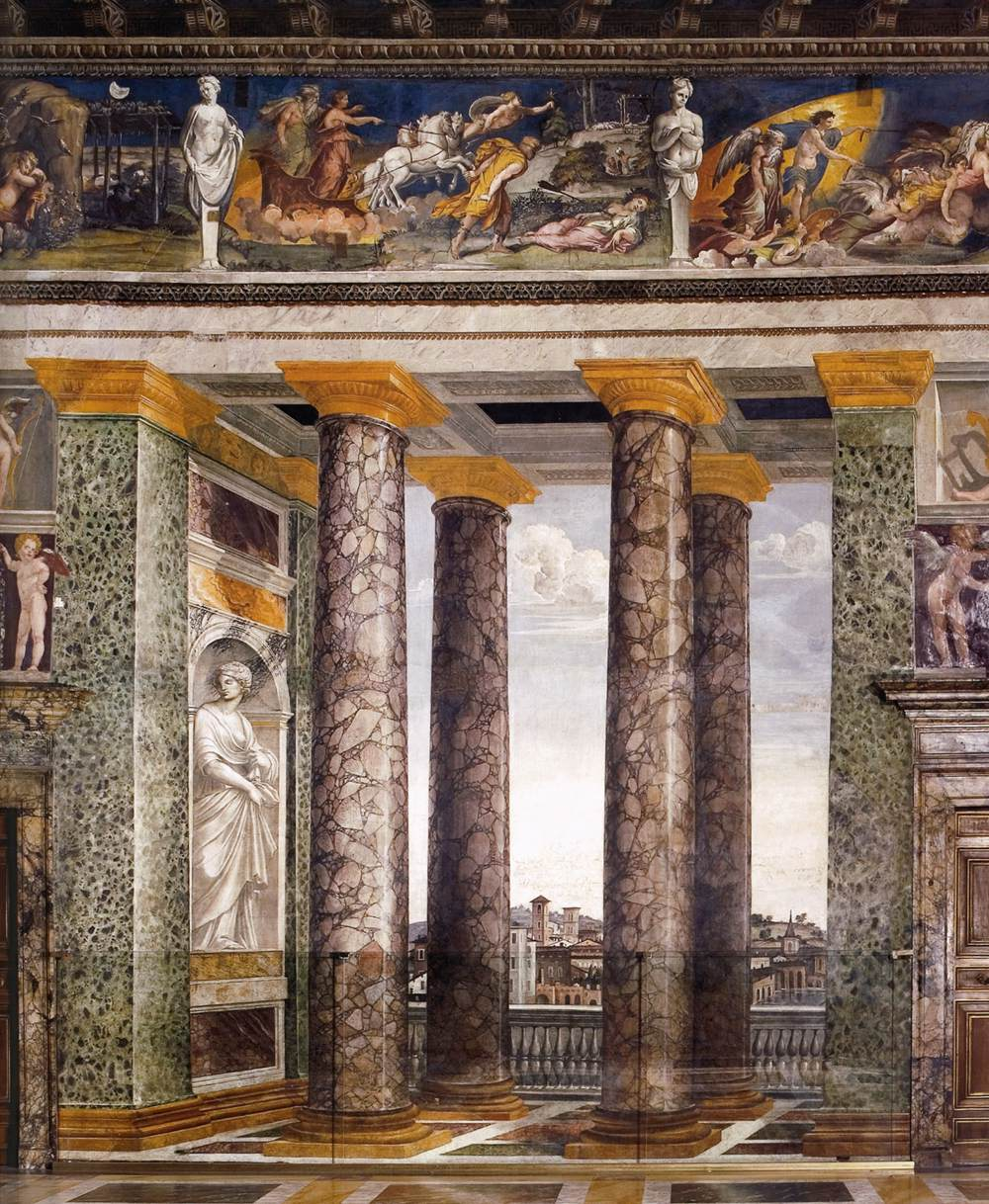
Salle des perspectives.

À l'étage se trouve la salle des Perspectives, peinte de façon illusionniste en 1518-1519, par Baldassarre Peruzzi et ses assistants, comme s'il s'agissait d'une loggia. Les fresques ont été entièrement repeintes en 1863, mais récupérées lors des restaurations de 1976-1983. Agostino Chigi y a tenu son banquet de mariage en 1519.
Sur les côtés, Peruzzi a peint deux loggias simulées avec des colonnes et des arcs, donnant sur des vues de Rome en trompe-l'œil, une vue du Trastevere et une vue rurale. Au-dessus de la cheminée se trouve la Forge de Vulcain. La longue frise qui entoure la pièce dans la partie supérieure des murs représente des scènes mythologiques réalisées par Peruzzi et son atelier, entrecoupées de faux bas-reliefs avec des « Hermès » féminines.
Les gravures vandales et les graffitis visibles sur les murs datent du sac de Rome en 1527, réalisés par des lansquenets qui campaient dans la villa.

### Salle desNoces d'Alexandre et Roxane

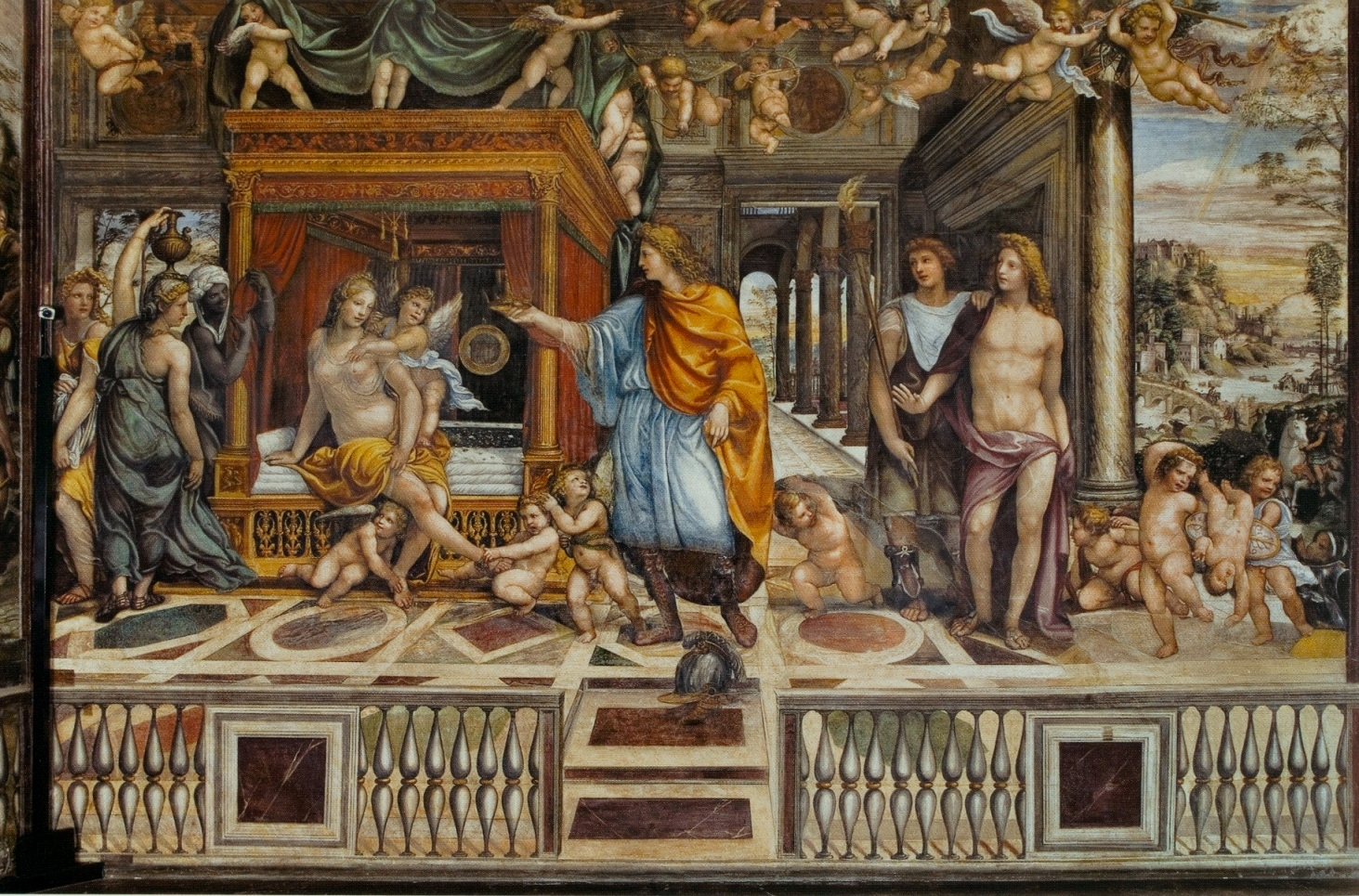
Il Sodoma, Noces d'Alexandre et de Roxane. 1

La pièce voisine était utilisée par Chigi et son épouse. Elle est décorée de fresques de Sodoma (1517), avec des scènes de la vie d'Alexandre le Grand, sujet destiné à glorifier le client, identifié à un personnage du classicisme.
La fresque des Noces d'Alexandre et de Roxane, peinte sur tout le côté nord, est particulièrement connue, basée sur des sources littéraires classiques, dans une tentative archéologique de reconstituer, à travers la description faite par Lucien de Samosate, un tableau du peintre grec Echion . Il y est fait de fréquentes références au mariage imminent d'Alexandre et de Roxane avec des angelots ailés à la torche allumée soutenue par le dieu Hymen, l'emblème du mariage, représenté derrière Roxane à demi nue dans le lit conjugal au soir des noces. Les autres épisodes liés au cycle sont la Famille de Darius devant Alexandre, sur le mur est, Alexandre le Grand apprivoise Bucéphale, dans laquelle la main d'un collaborateur est visible, surtout du côté droit, et Alexandre à la bataille sur le mur sud. Le Vulcain à la forge avec quelques amours qui lui offrent des fléchettes est aussi du Sodoma.
Il existe aussi une lecture hermétique de ces fresques de Sodoma, avec des analogies entre un sens manifeste du récit et un sens latent de l'herméneutique alchimique, avec les quatre phases du Grand Œuvre (nigredo, rubedo, citrinitas, albedo) décrites avec des symboles cryptographiques,.
Ces fresques, retouchées par Carlo Maratta, ont été restaurées en 1974-1976.
Le plafond à caissons élaboré, conçu par Peruzzi, montre douze petits panneaux avec des scènes des Métamorphoses d'Ovide, exécutées plus tard par Maturino Fiorentino, probablement aidé par le jeune Polidoro da Caravaggio.

### Maison sous la Farnesina
La Villa Farnesina est également intéressante par les découvertes archéologiques situées sous une partie du jardin, où une luxueuse maison datant de l'époque augustéenne a été trouvée au XIXe siècle, qui aurait été la résidence de Marcus Vipsanius Agrippa et Julia fille d'Auguste. Cette résidence dite Casa della Farnesina et est particulièrement riche en fresques, dont beaucoup se trouvent aujourd'hui dans le palais Massimo des Thermes.
Les peintures murales - tout comme celles de la maison de Livie - montrent une combinaison des deuxième et troisième styles de la peinture murale romaine. Les figures mythologiques centrales sur fond blanc sont entourées de bandes rouges. En arrière-plan sont représentés des colonnes et d'autres éléments architecturaux. La maison a été découverte près du siège des Lincei lors des travaux de construction du mur le long du Tibre, vers 1880.

## Source de traduction
- (it) Cet article est partiellement ou en totalité issu de l’article de Wikipédia en italien intitulé « Villa Farnesina » (voir la liste des auteurs).